# Renée Blanchar
Pour les articles homonymes, voir Blanchar.
Renée Blanchar, née le 19 mai 1964, est une réalisatrice et scénariste acadienne (canadienne).

## Biographie
Née à Caraquet, au Nouveau-Brunswick, elle obtient un baccalauréat en communications à l'Université d'Ottawa.
Ayant poursuivi ses études à la section réalisation de la Fémis à Paris, où elle obtient son diplôme en 1990, elle a été membre du jury au festival de Cannes 1989,,,.

## Filmographie

### Comme réalisatrice
- 1990 : La vie sur Mars
- 1996 : Aphrodisia (série télévisée)
- 1996 : Profession ménagère (ONF)
- 1997 : Warrior Songs: King Gesar
- 1999 : Le Temps X
- 2002 : Raoul Léger: La vérité morcelée[6] (ONF)
- 2003 : 1604
- 2007 : On a tué l'Enfant-Jésus (ONF)[7].
- 2008 - 2012 : Belle-Baie (série télévisée)
- 2015 : Les héritiers du club
- 2021 : Le Silence (ONF)[8],[9]
- 2021 : Le monde de Gabrielle Roy (mini-série télévisée)

### Comme scénariste
- 1999 : Le Temps X